# Molgula griffithsii
Molgula griffithsii is een zakpijpensoort uit de familie van de Molgulidae. De wetenschappelijke naam van de soort is voor het eerst geldig gepubliceerd in 1825 door MacLeay.